# オラショ
オラショとは、日本のキリシタン用語で「祈り」の意。ラテン語のオラシオ（oratio、祈祷文）に由来する。

## カクレキリシタンとオラショ

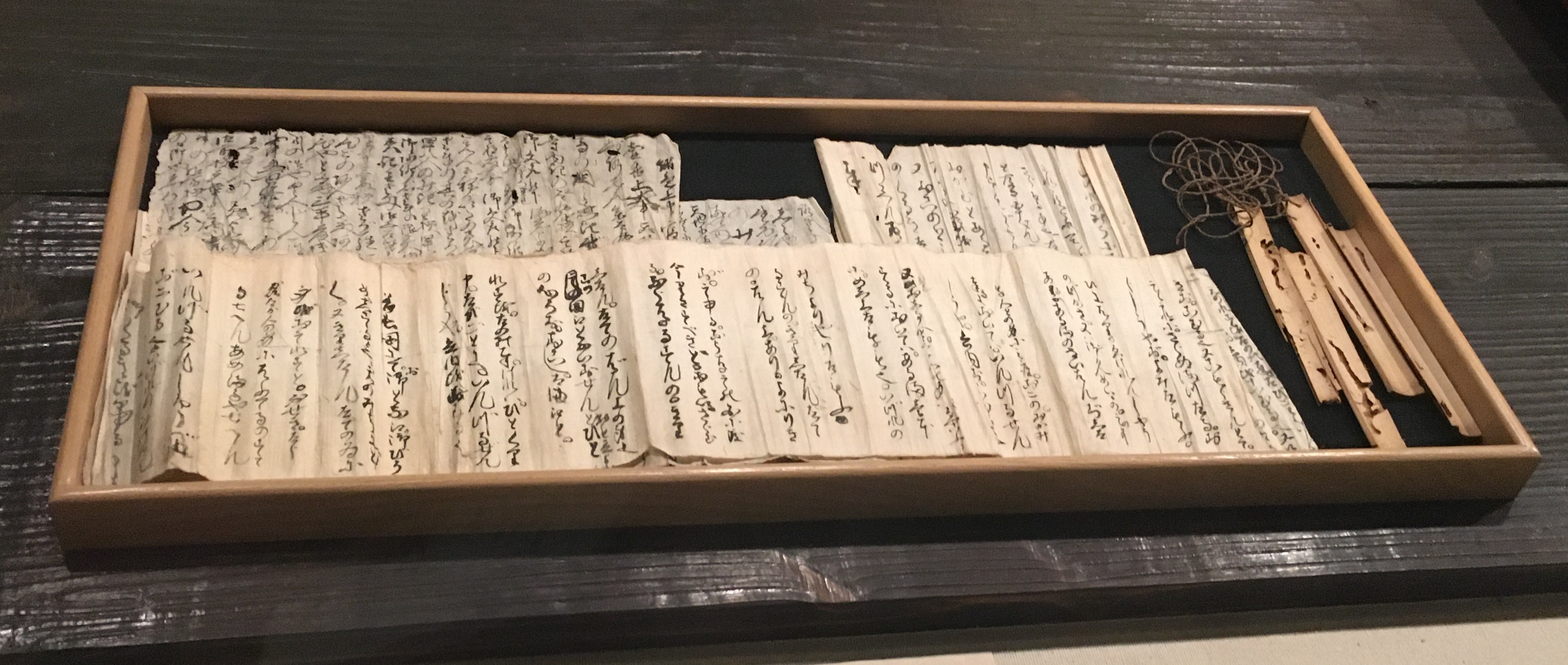
カクレキリシタンのオラショ、日本二十六聖人記念館にて

日本に伝来したキリスト教に対して江戸幕府は、本格的な禁教令を出して取り締まった。こうしたキリシタン禁制の江戸時代において、棄教しなかった信徒達は隠れキリシタンと呼ばれた。オラショの字義的意味は世代による伝承のうちで失われたが、仏教徒や神道など日本の伝統宗教の信者として振舞いながら、信者は密かに「おらしょ」を唱えた。また、メダイやロザリオ、聖像聖画、クルス（十字架）などの聖具を秘蔵し、生まれる子に洗礼を授けるなどして信仰を守った。幕末の開国、更には明治政府によるキリスト教解禁後、こうしたキリシタンの多くは再宣教のために来日したパリ外国宣教会によってカトリックに復帰した。長崎県などにはその後もカトリック教会に属さず、土俗化した信仰を保有しているキリシタンも存在する。現代の学術研究では、禁教下の信徒を「潜伏キリシタン」と総称し、明治以後もカトリックに合流しなかった人々を「カクレ（かくれ）キリシタン」とする呼び方もある。
禁教前においても、宣教師がもたらしたキリスト教の教えや伝承、儀式などは、それ以前から日本にあった諸宗教や民俗、習慣、文化から影響を受けて変容したり、並存したりしていた。現代（2010年代）においても生月島（長崎県平戸市）などでは、カクレキリシタンの儀式を守る人々がいる。家庭でオラショを唱えて拝む場には、神棚や仏壇も並んでいる場合もある。

### オラショ
オラショは、パライソ（天国）やインフェルノ（地獄）の教えが、隠れキリシタン（カクレキリシタン）によって300年間あまり、口伝えに伝承されたものである。カクレキリシタンにとって、オラショは一種の呪文のようなものであり、意味内容を理解した上で唱えられているものとは言えず、「基本的には一つの行として、暗記して唱えること自体が重要なことであって、意味そのものを理解することにはほとんど関心がない」という。
1970年代以降、皆川達夫らにより原曲の比定などの研究と共に録音の発売が行われた。現在ではオラショを題材とした曲が作曲されている。

## オラショを題材にした作品
- 柴田南雄『宇宙について』
- 千原英喜『おらしょ』
- 大島ミチル『御誦』（以上合唱曲）
- 伊藤康英『ぐるりよざ』（吹奏楽曲および管弦楽曲）
- 福山芳樹『オラショ』
- beatmania IIDX『oratio』

## 枢機卿音楽ミサでの復元演奏
2013年11月9日にサン・ピエトロ大聖堂で行われた枢機卿音楽ミサにおいて、西本智実指揮、管弦楽・イルミナートフィルハーモニーオーケストラ、合唱・イルミナート合唱団により、原曲「グレゴリオ聖歌」として455年の時を経て復元演奏された。「オラショ」より「らおだて Laudate Dominum」「なじょう Nunc dimittis」「ぐるりよざ O gloriosa」の3曲が演奏されたほか、グノーの「聖チェチーリア荘厳ミサ曲」も演奏された。

## 参考資料
- 宮崎賢太郎「キリシタン他界観の変容 : キリシタン時代より現代のカクレキリシタンまで」『純心人文研究』創刊号、長崎純心大学・長崎純心大学短期大学部、1995年、103-121頁、NAID 110000969422。